# Округ Моно (Калифорнија)
Моно (енгл. Mono County) је округ у америчкој савезној држави Калифорнија.

## Демографија
По попису из 2010. године број становника је 14.202, што је 1.349 (10,5%) становника више него 2000. године.
| Група             | 2000.         | 2010.         |
| Белци             | 9.837 (76,5%) | 9.687 (68,2%) |
| Афроамериканци    | 61 (0,5%)     | 47 (0,3%)     |
| Азијати           | 143 (1,1%)    | 192 (1,4%)    |
| Хиспаноамериканци | 2.274 (17,7%) | 3.762 (26,5%) |
| Укупно            | 12.853        | 14.202        |